# Stardom Dream Queendom
Stardom Dream Queendom fue un evento pago por visión de lucha libre profesional un evento de lucha libre profesional (o joshi puroresu) promovido por World Wonder Ring Stardom. Tuvo lugar el 29 de diciembre de 2021 desde el Arena Kokugikan en Tokio, Japón.

## Resultados
En paréntesis se indica el tiempo de cada combate:
- Pre-Show: Fukigen Death derrotó a Lady C, Rina, Saki Kashima y Waka Tsukiyama (6:30).
  - Death cubrió a Tsukiyama después de un «High-Angle Reverse Cradle».
- Pre-Show: Hanan derrotó a Ruaka y ganó el Campeonato Futuro de Stardom (5:20).
  - Hanan cubrió a Ruaka después de un «Backdrop Hold».
- MaiHimePoi (Himeka, Maika & Natsupoi) derrotaron a Cosmic Angels (Mai Sakurai, Mina Shirakawa & Unagi Sayaka) y retuvieron el Campeonato Artístico de Stardom (13:23).
  - Maika cubrió a Sakurai después de un «Michinoku Driver II».
- Starlight Kid derrotó a AZM y Koguma y retuvo el Campeonato de Alta Veloz (7:56).
  - Kid cubrió a Koguma después de un «Horizontal Cradle».
- Giulia derrotó a Konami (12:06).
  - Giulia cubrió a Konami después de un «Glorious Buster».
  - Esta fue la última lucha de Konami antes de su retiro temporal de la competición en Stardom.
- Mayu Iwatani y Takumi Iroha derrotaron a Hazuki y Momo Watanabe (15:36).
  - Iwatani cubrió a Hazuki después de un «Moonsault Press».
- Saya Kamitani derrotó a Tam Nakano y ganó el Campeonato Maravilla de Stardom (21:59).
  - Kamitani cubrió a Nakano después de un «Phoenix Splash».
- La Campeona Mundial de SWA Syuri derrotó a Utami Hayashishita y ganó el Campeonato Mundial de Stardom (36:33).
  - Syuri cubrió a Hayashishita después de un «Red World».
  - Ambos campeonatos estuvieron en juego.